# Ermita de San Nicolás de Puente Fitero
L'ermita de San Nicolás de Puente Fitero, chiamato anche hospital de San Nicolás de Puente Fitero o semplicemente albergue San Nicolás (in italiano "eremo" o "ostello di San Nicola di Puente Fitero"), è un antico eremo spagnolo di Itero del Castillo, nella comunità autonoma di Castiglia e León.
Dedicato a san Nicola di Bari, prende il nome dal vicino Puente Fitero (o Puente de Itero), ed è utilizzato come ostello per i pellegrini sul Cammino di Santiago.

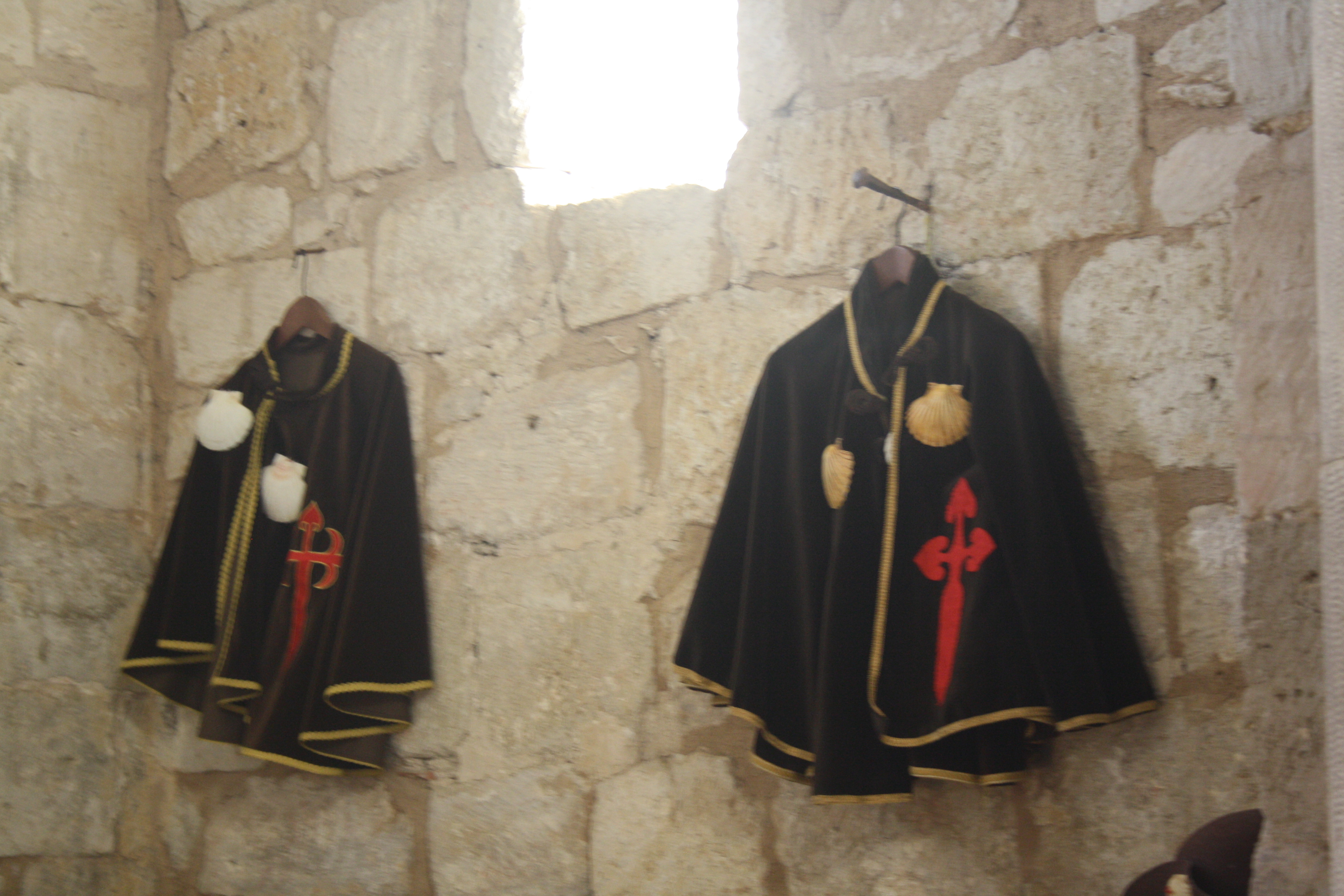
Interno della pieve, mantelle della Confraternita indossate durante il rito della lavanda dei piedi

## Storia
Presumibilmente edificato tra il XII e il XIII secolo, in stile romanico, ha un'unica navata. Si trova lungo il Cammino di Santiago di Compostela.
La povertà dei documenti pervenuti non permette di ricostruirne fedelmente la storia passata, certamente però ha subito diverse trasformazioni e interventi lungo i secoli ben evidenti sia esternamente che internamente. Sappiamo che è appartenuta ai Cavalieri dell'Ordine dell'Ospedale di San Giovanni di Gerusalemme conosciuti in seguito come Cavalieri di Malta che proteggevano i pellegrini che dirigendosi verso Santiago di Compostela attraversavano il vicino Ponte Fitero sul fiume Pisuerga, che univa i regni di Castiglia e di Leon e ora le province di Burgos e di Palencia. Quasi certamente quindi la pieve deve aver soddisfatto anche la funzione di ospizio per i pellegrini.
In anni recenti è tornata all'antica destinazione: agli inizi degli anni '90 dello scorso secolo, Paolo Caucci von Saucken professore universitario a Perugia e Rettore della Confraternita di San Jacopo di Compostella e uno dei massimi esperti del Cammino di Santiago di Compostela, riuscì a farsi dare in comodato dall'arcidiocesi di Burgos quello che restava dell'Ermita di San Nicolás di Puente Fitero. Con l'aiuto di giovani volontari della Confraternita iniziarono i primi lavori che si conclusero (dopo i restauri effettuati da una impresa spagnola) nel 1995 con la trasformazione dell'Ermita a ospizio per il crescente flusso dei migliaia di pellegrini che ogni anno passavano e passano di lì. L'ospizio è aperto durante l'anno da aprile a ottobre e viene gestito da volontari, quasi sempre italiani, della Confraternita di San Jacopo di Compostella, i quali offrono, in continuità con l'antico spirito d'accoglienza cristiana, la lavanda dei piedi ai pellegrini che vi si fermano.